# Bonsignore Arlotti
Bonsignore Arlotti (... – 10 maggio 1118) è stato un vescovo cattolico italiano.

## Biografia
Fu membro della nobile famiglia Arlotti. Assistette alla morte della grancontessa Matilde di Canossa, il 24 luglio 1115 a Bondeno di Roncore. Per la sua semplicità, venne elogiato dal monaco Donizone, biografo di Matilde di Canossa.